# Savona Foot-Ball Club 1914-1915
Questa voce raccoglie le informazioni riguardanti il Savona Foot-Ball Club nelle competizioni ufficiali della stagione 1914-1915.

## Stagione
Alla sua seconda stagione in Prima Categoria, il Savona raggiunse il quarto posto del girone A con 10 punti totalizzati.

## Divise
La maglia per le partite casalinghe presentava i colori bianco-blu.

## Organigramma societario
Area direttiva
- Presidente: Mario Truffi

Area tecnica
- Allenatore: Giovanni Battista Tarò

## Rosa
| N. |                   | Ruolo | Calciatore      |
| -- | ----------------- | ----- | --------------- |
|    | Italia (bandiera) | P     | Sguerso I       |
|    | Italia (bandiera) | D     | Capelli         |
|    | Italia (bandiera) | D     | Carlo Ghigliano |
|    | Italia (bandiera) | C     | Colombo         |
|    | Italia (bandiera) | C     | Sessa           |
|    | Italia (bandiera) | C     | Rinaldo Roggero |
|    | Italia (bandiera) | C     | Tornero         |
|    | Italia (bandiera) | C     | Bezzo           |
|    | Italia (bandiera) | C     | Biacca          |

| N. |                   | Ruolo | Calciatore |
| -- | ----------------- | ----- | ---------- |
|    | Italia (bandiera) | C     | Repetto    |
|    | Italia (bandiera) | A     | Ferrando   |
|    | Italia (bandiera) | A     | Canepa     |
|    | Italia (bandiera) | A     | Noceti     |
|    | Italia (bandiera) | A     | Poggi I    |
|    | Italia (bandiera) | A     | Roletti    |
|    | Italia (bandiera) | A     | Verando    |
|    | Italia (bandiera) | A     | Belzuino   |

## Risultati

### Prima Categoria

#### Girone A

##### Girone d'andata
| Arbitro: | Terzolo (Genova) |

|           |           |                       |
| Stella 3’ | Marcatori | 65’ Poggi 67’ Roletti |

| Arbitro: | Borda (Torino) |

|                                                          |           |  |
| Santamaria 1’, 7’, 40’ Sardi 27’, 61’, 76’ Benvenuto 32’ | Marcatori |  |

| Arbitro: | Valvassori (Torino) |

|           |           |               |
| Poggi 63’ | Marcatori | 91’ Savojardo |

| Arbitro: | Pippo (Genova) |

|                                         |           |  |
| Verando p.t.’ Roletti s.t.’ Bezzo s.t.’ | Marcatori |  |

| Arbitro: | Vagge (Genova) |

|  |           |                                                            |
|  | Marcatori | 27’ Verando 39’ Roletti 61’ Noceto 74’ Ghigliano 77’ Sessa |

##### Girone di ritorno
| Arbitro: | Portigliatti (Torino) |

|  |           |   |
|  | Marcatori | ? |

| Arbitro: | Brunetti (Torino) |

|  |           |                                             |
|  | Marcatori | 29’ Santamaria 34’ Sardi Mariani Walsingham |

| Arbitro: | Alfredo Armano (Torino) |

|                  |           |  |
| Dellacasa Grillo | Marcatori |  |

| Arbitro: | Vagge (Genova) |

|                                    |           |                    |
| Marchetti 40’ (rig.) Valabrega 44’ | Marcatori | 35’, 42’ Ghigliano |

| Arbitro: | Pelizza (Alessandria) |

|   |           |  |
| ? | Marcatori |  |

## Statistiche

### Statistiche di squadra
| Competizione    | Punti | In casa | In casa | In casa | In casa | In casa | In casa | In trasferta | In trasferta | In trasferta | In trasferta | In trasferta | In trasferta | Totale | Totale | Totale | Totale | Totale | Totale | DR |
| Competizione    | Punti | G       | V       | N       | P       | Gf      | Gs      | G            | V            | N            | P            | Gf           | Gs           | G      | V      | N      | P      | Gf     | Gs     | DR |
| --------------- | ----- | ------- | ------- | ------- | ------- | ------- | ------- | ------------ | ------------ | ------------ | ------------ | ------------ | ------------ | ------ | ------ | ------ | ------ | ------ | ------ | -- |
| Prima Categoria | 10    | 5       | 2       | 1       | 2       | 8       | 8       | 5            | 2            | 1            | 2            | 9            | 15           | 10     | 4      | 2      | 4      | 17     | 23     | -6 |